# Lonlay-le-Tesson
Lonlay-le-Tesson is een gemeente in het Franse departement Orne (regio Normandië) en telt 244 inwoners (2005). De plaats maakt deel uit van het arrondissement Alençon.

## Geografie
De oppervlakte van Lonlay-le-Tesson bedraagt 12,2 km², de bevolkingsdichtheid is 20,0 inwoners per km².
De onderstaande kaart toont de ligging van Lonlay-le-Tesson met de belangrijkste infrastructuur en aangrenzende gemeenten.

## Demografie
Onderstaande figuur toont het verloop van het inwonertal (bron: INSEE-tellingen).